# 29681 Saramanshad
29681 Saramanshad è un asteroide della fascia principale. Scoperto nel 1998, presenta un'orbita caratterizzata da un semiasse maggiore pari a 2,5617869 UA e da un'eccentricità di 0,0515816, inclinata di 8,94094° rispetto all'eclittica.